# Klaus-Dieter Seehaus
Klaus-Dieter Seehaus (Hagen, 6 ottobre 1942 – Rostock, 10 febbraio 1996) è stato un calciatore tedesco orientale dal 1990 tedesco, di ruolo centrocampista.